# چهارراه‌های سی‌ام‌تی
چهارراه‌های سی‌ام‌تی (انگلیسی: CMT Crossroads) یک برنامه تلویزیونی آمریکایی است که از سی‌ام‌تی پخش می‌شود و موسیقی‌دان‌های موسیقی کانتری را با موسیقی‌دان‌های ژانرهای دیگر موسیقی با اجرای ترانه‌های یکدیگر، باهم جفت می‌کند.